# Велимир Рајић
Велимир Рајић (Алексинац, 1879 — Горњи Милановац, 1915) био је српски песник. Најпознатији је по песмама Завет и На дан њеног венчања.

## Биографија
Рођен је 20. јануара 1879. у Алексинцу. Основну школу, гимназију и филозофски факултет завршио је у Београду. Неко време је радио као наставник у Београдској гимназији, а након тога као чиновник у Народној библиотеци. Велимир Рајић је био праунук чувеног јунака из 2. српског устанка, Танаска Рајића.
Објављивао је радове у листовима: Невен, Ласта, Вијенац и Звезда. О његовој јединој књизи, Песме и проза, чувени Јован Скерлић написао је следеће: „У овој болној књизи нема ни једне мисли, ни једног осећања које песник није свом душом својом осетио и свим својим бићем проживео. Његов песимизам није оно књижевно развијање једне лаке књижевне теме, но посредно, силно осећање које каткад чини тежак физички утисак.“
Његова песма На дан њеног венчања (у неким издањима под насловима На дан твог венчања и И срушише се лепи снови моји) доживела је неколико музичких обрада, а најпознатија је она коју изводи Звонко Богдан.
Умро је за време Првог светског рата у Горњем Милановцу. Крајем маја 1921. његови остаци, и његове мајке, пренесени су на београдско Ново гробље.

## Дела
- књига Песме и проза, 1908
- песма Завет
- песма На дан њеног венчања
- песма Српска песма
- песма Отаџбини